# تایبائو
تایبائو (به لاتین: Taibao) یک شهر در تایوان است که در شهرستان چیایی واقع شده‌است.

## خصوصیات
تایبائو ۶۶٫۹۰ کیلومترمربع مساحت و ۳۷٬۰۳۸ نفر جمعیت دارد.